# Rachuba płac
Dział płac, rachuba płac – komórka organizacyjna przedsiębiorstwa zajmująca się sprawami dotyczącymi wynagrodzeń.
- opracowanie systemu zbierania danych niezbędnych do wyliczania wynagrodzeń
- obliczanie wynagrodzeń zgodnie z przepisami prawa i regulaminem płac
- organizowanie wypłat wynagrodzenia
- sprawozdawczość wewnętrzna i zewnętrzna
- archiwowanie danych płacowych

W schemacie organizacyjnym umieszczana w pionie dyrektora ds. pracowniczych lub głównego księgowego.